# ATAC
ATAC S.p.A. (en italiano, Azienda per i Trasporti Autoferrotranviari del Comune di Roma) es la sociedad concesionaria del transporte público del municipio de Roma y de algunas comunas de la Ciudad metropolitana de Roma Capital, Italia. Es una sociedad pública controlada por Roma Capitale, el ente territorial especial que administra el territorio municipal de Roma.
Emplea a alrededor de 12.000 trabajadores y es la empresa de transporte público más grande de Italia y una de las más importantes de Europa.

## Gestión y flota
Tiene bajo su control una red total que abarca más de 1.900 kilómetros y consta de:
- las tres líneas de metro de Roma (que cubren en conjunto 58,6 kilómetros);
- las líneas Roma-Lido, Roma-Giardinetti y Roma-Viterbo del servicio ferroviario suburbano;
- seis líneas de tranvía (las líneas 2, 3, 5, 8, 14 y 19, que cubren 37 kilómetros);
- 400 líneas de autobús y tres líneas de trolebús (las líneas 60, 74 y 90).

Posee una flota de 2011 autobuses, 164 tranvías y 102 formaciones de metro (612 coches).
ATAC gestiona cerca del 70 por ciento del transporte público metropolitano: un 68,9% corresponde a pasajeros de autobús y trolebús, 1,1% al metro y 1,7% a los trenes metropolitanos (el restante 28,4% es operado por los autobuses de Roma Tpl).
También tiene a su cargo el estacionamiento medido tarifado en diversas áreas de la ciudad, conocido como Strisce blu (franjas azules), así como las dos líneas del servicio de autobuses turísticos Trambus Open y el Tren Histórico.

## Crisis del sistema
El financiamiento del transporte público romano entró en una severa crisis, con una deuda que a mediados de 2017 rondaba los 1.350 millones de euros. Entre los planes de reestructuración de ATAC que se evaluaban estaba la posibilidad de un procedimiento de bancarrota y la venta de parte del sistema a manos privadas.
A esto se le suma la falta de mantenimiento del sistema y la necesidad de renovar la flota, una de las más viejas de Europa con autobuses con una media de 10,7 años de funcionamiento, un promedio de 12 años en el metro (la línea más vieja es la B, con una media de 17,4 años) y 32,5 años en tranvías.